# Ignacia Zeballos Taborga
Ignacia Zeballos Taborga (27 tháng 6 năm 1831 - 05 tháng 9 năm 1904) là một thợ may và người bán tạp hóa tại Bolivia. Cô đã gia nhập quân đội trong suốt Chiến tranh Thái Bình Dương. Sau khi phục vụ mười tháng trong quân đội, cô tham gia Tổ chức dịch vụ xe cứu thương quân đội, tiền thân của Hội chữ thập đỏ Bolivia. Cô được vinh danh là "Bà mẹ của những người lính Bolivia" vì đã chăm sóc những người lính bị thương. Cô còn được vinh danh là nữ anh hùng có công của quê hương. Vô số tượng đài và giải thưởng trong cả nước được đặt tên để vinh danh cô.

## Tuổi trẻ
Ignacia Zeballos Taborga sinh ngày 27 tháng 6 năm 1831 tại La Enconada, (nay là Warnes), Bolivia sau đó, cô chuyển đến Antonia Taborga và Pedro Zeballos.  Cô là con gái út trong một gia đình có ba anh chị em. Cô có một anh trai tên là Daniel và một chị gái tên là Matilde 

## Nghề nghiệp
Sau cái chết của người chồng thứ hai, Zeballos chuyển đến La Paz và làm thợ may.  Năm 1876, trong cuộc đảo chính d'état do Hilarion Daza cầm đầu lật đổ Tổng thống Tomás Frias,  cô đã tham gia đốt cung điện Palacio Quemado rồi bỏ trốn  đến bờ biển của Bolivia, nơi cô mở một tiệm tạp hóa.  Khi Chiến tranh Thái Bình Dương bắt đầu, cô sống ở Puno cùng với con gái mình, nhưng sau khi Chile xâm chiếm Cảng Antofagasta vào năm 1879, cô trở về La Paz. Ở La Paz, cô mặc đồng phục của người chồng quá cố, gia nhập Tiểu đoàn Colorados. 
Cô là một trong những y tá đầu tiên đeo biểu tượng của Hội chữ thập đỏ vào trận chiến.  Vào tháng 9 năm 1880, sau mười tám tháng phục vụ, Zeballos đã viết một lá thư cho Tổng thống Narciso Campero xin nghỉ phép để quay lại Puno để thăm con gái. 
Khi chiến tranh kết thúc, Công ước quốc gia Bolivian năm 1880 tuyên bố Zeballos là nữ anh hùng có công của quê hương (tiếng Tây Ban Nha: Heroína Benemérita de la Patria), trao cho cô danh hiệu Đại tá Quân y danh dự, và trao cho cô một huy chương vàng với lương hưu trọn đời là 40 Bs. mỗi tháng. 

## Cái chết và di sản
Zeballos chết vào ngày 5 tháng 9 năm 1904 tại La Paz và được chôn cất tại Pantheon of Nobles of La Paz. Năm 1948, Tổng thống Enrique Hertzog đã đặt tên cho Trường Điều dưỡng Quốc gia để vinh danh bà. Lực lượng vũ trang Bolivian vinh danh cô là "Bà mẹ của những người lính Bolivian". 

### Trích dẫn
1. 1 2 3 4 5  Oporto Ordóñez 2014.
2. 1 2 3 4  Zubieta Mariscal 2011.
3. ↑  Hudson & Hanratty 1989.
4. ↑  Opinión 2012.